# Soultz-les-Bains
Ne pas confondre avec Soultzbach-les-Bains, commune du Haut-Rhin
Pour les articles homonymes, voir Soultz.
Soultz-les-Bains est  une commune française située dans la circonscription administrative du Bas-Rhin et, depuis le 1er janvier 2021, dans le territoire de la Collectivité européenne d'Alsace, en région Grand Est.
Cette commune se trouve dans la région historique et culturelle d'Alsace. C'est une station thermale.

## Géographie
Soultz-les-Bains est située à 4 km au nord de Molsheim, au pied des collines sous-vosgiennes. Coincée dans un goulot d'étranglement entre le Jesselberg (363 m) au sud-ouest et le Sulzberg (293 m) au nord-est, la Mossig arrose la commune avant de se jeter dans la Bruche au sud du village.
La commune est traversée par la RD 422 reliant Molsheim à Marlenheim, qui forme la route des vins d'Alsace et donne accès, au-delà de Molsheim, à l'A352 par l'échangeur de Dorlisheim. Elle dessert également Dangolsheim par la RD 275 et Wolxheim (jusqu’à Strasbourg) par la RD 45.
Soultz disposait également d'un arrêt sur la ligne ferroviaire Molsheim-Saverne (fermée en 1965 et remplacée depuis par une piste cyclable). Cette liaison est actuellement desservie par bus.
La véloroute du canal de la Bruche (EuroVelo 5) en provenance de Strasbourg rejoint la véloroute du vignoble d'Alsace (EuroVelo 5) au pied de l'ancienne gare. Vers le nord, cette véloroute mène à Marlenheim, vers le sud vers Thann.
Le village disparu de Biblenheim (Bubilenheim au IXe siècle) se situait au nord-est de Soultz. Il reste actuellement le hameau du Biblenhof. Les communes limitrophes sont Scharrachbergheim-Irmstett au nord, Dahlenheim au nord-est, Wolxheim à l'est, Avolsheim au sud-est, Dangolsheim et Bergbieten à l'ouest.
| Bergbieten  | Scharrachbergheim | Dahlenheim |
| Dangolsheim | Soultz-les-Bains  | Wolxheim   |
| Mutzig      | Molsheim          | Avolsheim  |

### Hydrographie
La commune est dans le bassin versant du Rhin au sein du bassin Rhin-Meuse. Elle est drainée par la Mossig et le ruisseau Kehlbach,.
La Mossig, d'une longueur totale de 33,1 km, prend sa source dans la commune de Wangenbourg-Engenthal et se jette  dans la Bruche à Avolsheim, après avoir traversé 13 communes. Les caractéristiques hydrologiques de la Mossig sont données par la station hydrologique située sur la commune. Le débit moyen mensuel est de 1,29 m3/s. Le débit moyen journalier maximum est de 24,3 m3/s, atteint lors de la crue du 10 avril 1983. Le débit instantané maximal est quant à lui de 26,6 m3/s, atteint le même jour.

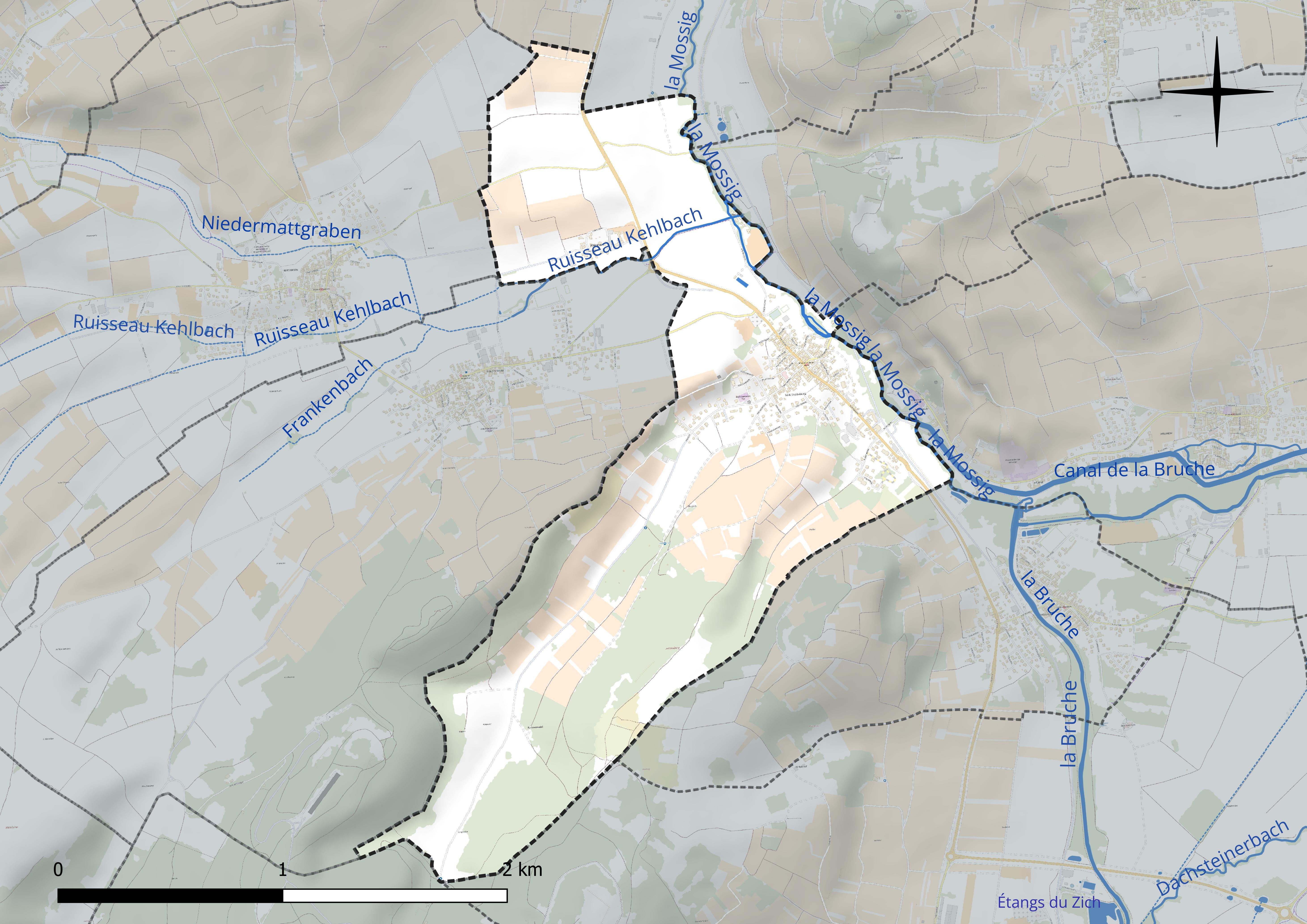
Réseau hydrographique de Soultz-les-Bains.

### Climat
Pour des articles plus généraux, voir Climat du Grand Est et Climat du Bas-Rhin.
En 2010, le climat de la commune est de type climat des marges montargnardes, selon une étude du Centre national de la recherche scientifique s'appuyant sur une série de données couvrant la période 1971-2000. En 2020, Météo-France publie une typologie des climats de la France métropolitaine dans laquelle la commune est exposée à un climat semi-continental et est dans la région climatique  Vosges, caractérisée par une pluviométrie très élevée (1 500 à 2 000 mm/an) en toutes saisons et un hiver rude (moins de 1 °C). 
Pour la période 1971-2000, la température annuelle moyenne est de 10,6 °C, avec une amplitude thermique annuelle de 17,4 °C. Le cumul annuel moyen de précipitations est de 818 mm, avec 9,9 jours de précipitations en janvier et 10,4 jours en juillet. Pour la période 1991-2020, la température moyenne annuelle observée sur la station météorologique de Météo-France la plus proche, « Strasbourg-Entzheim », sur la commune d'Entzheim à 12 km à vol d'oiseau, est de 11,4 °C et le cumul annuel moyen de précipitations est de 635,7 mm. 
La température maximale relevée sur cette station est de 38,9 °C, atteinte le 25 juillet 2019 ; la température minimale est de −23,6 °C, atteinte le 23 janvier 1942,,. 
Les paramètres climatiques de la commune ont été estimés pour le milieu du siècle (2041-2070) selon différents scénarios d'émission de gaz à effet de serre à partir des nouvelles projections climatiques de référence DRIAS-2020. Ils sont consultables sur un site dédié publié par Météo-France en novembre 2022.

## Urbanisme

### Typologie
Au 1er janvier 2024, Soultz-les-Bains est catégorisée ceinture urbaine, selon la nouvelle grille communale de densité à sept niveaux définie par l'Insee en 2022.
Elle appartient à l'unité urbaine de Molsheim, une agglomération intra-départementale regroupant dix  communes, dont elle est une commune de la banlieue,,. Par ailleurs la commune fait partie de l'aire d'attraction de Strasbourg (partie française), dont elle est une commune de la couronne,. Cette aire, qui regroupe 268 communes, est catégorisée dans les aires de 700 000 habitants ou plus (hors Paris),.

### Occupation des sols
L'occupation des sols de la commune, telle qu'elle ressort de la base de données européenne d’occupation biophysique des sols Corine Land Cover (CLC), est marquée par l'importance des territoires agricoles (60,3 % en 2018), une proportion sensiblement équivalente à celle de 1990 (60,5 %). La répartition détaillée en 2018 est la suivante : 
cultures permanentes (33,9 %), forêts (28,2 %), terres arables (21,7 %), zones urbanisées (10,6 %), zones agricoles hétérogènes (4,8 %), milieux à végétation arbustive et/ou herbacée (1 %). L'évolution de l’occupation des sols de la commune et de ses infrastructures peut être observée sur les différentes représentations cartographiques du territoire : la carte de Cassini (XVIIIe siècle), la carte d'état-major (1820-1866) et les cartes ou photos aériennes de l'IGN pour la période actuelle (1950 à aujourd'hui).

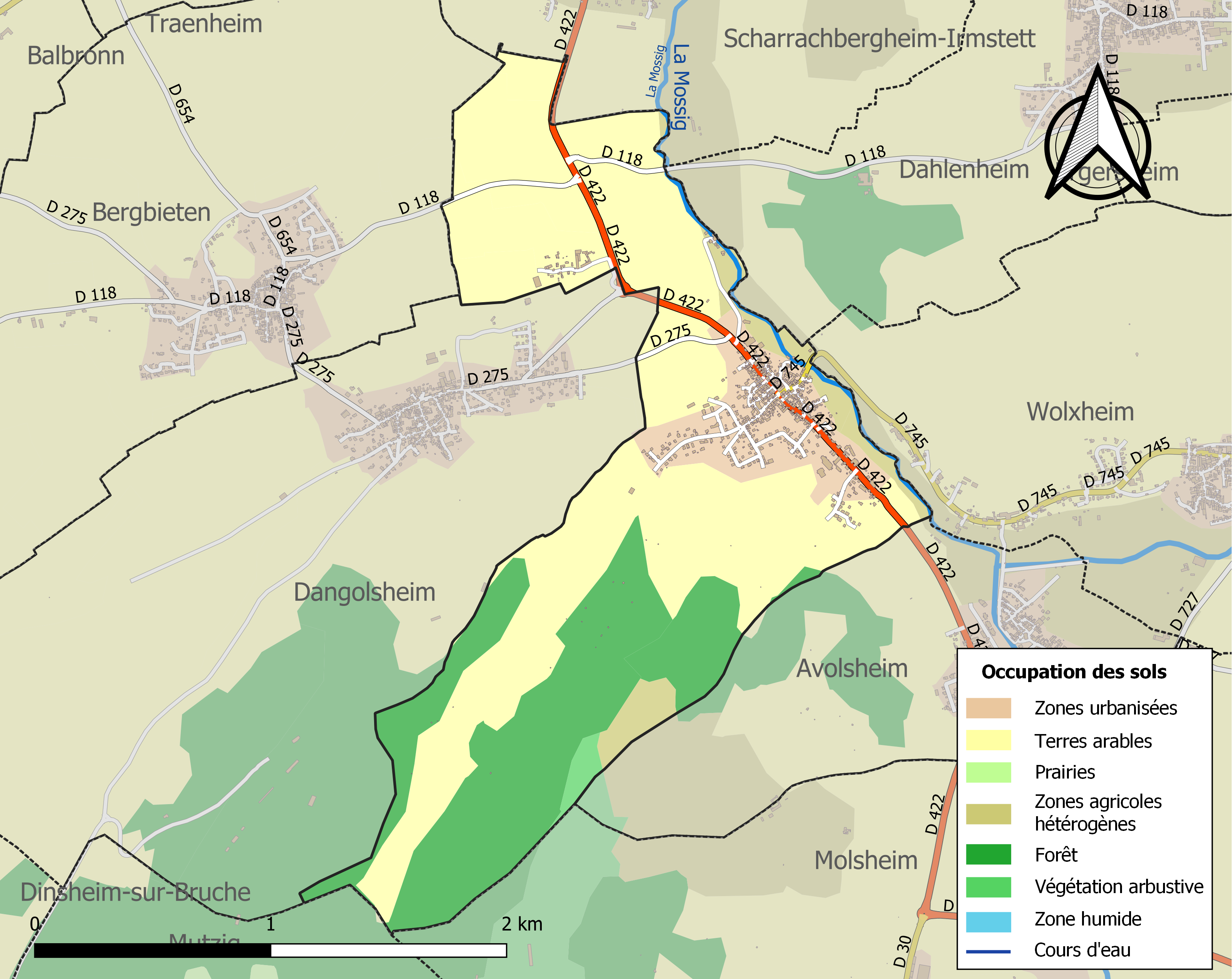
Carte des infrastructures et de l'occupation des sols de la commune en 2018 (CLC).

## Histoire
Le nom de Soultz, dérivé de Salz (sel en allemand), est lié à la source minérale et aux bains adjacents. Des tombes mérovingiennes furent exhumées lors de la construction de la ligne de chemin de fer Molsheim-Saverne en 1864. La dénomination du village, au travers des chartes et inventaires de biens, varie de Sulcia (736, 737, 742 TradWiz 035,052,162) à Sulze (XIIe siècle) ou Sulcen. À partir de cette époque, le nom de Soultz apparaît.
Appartenant en indivision à l'empereur et à l'évêque de Strasbourg au XIIe siècle, le village devint un bailliage épiscopal de Dachstein au XVe siècle. Il fut incendié par les Strasbourgeois en 1262 lors de la guerre des Évêques, puis en 1444 et 1622 lors de la guerre de Trente Ans.
Des fortifications, démantelées en 1333, ont laissé une trace dans la toponymie locale (Biblentor, Molsheimertor, ... - tor signifie porte en allemand). La conformation du bâti ancien accrédite une localité fortifiée de manière sommaire. La commune est réunie à Biblenheim (Biblenhof sur les cartes topographiques IGN) depuis 1556.
En 1682, Vauban mit en exploitation trois carrières près de Soultz, sur le ban de Wolxheim, pour édifier la citadelle de Strasbourg et celle de Fort-Louis. Afin d'acheminer les pierres, il fit construire le canal de la Bruche au sud du village. Cette voie de communication a transformé un temps Soultz en centre d'approvisionnement de Strasbourg en matériaux divers (pierre, bois, ...).
Localité à dominante catholique, Soultz-les-Bains comptait depuis le XVe siècle une communauté juive bien structurée.
Les habitants sont surnommés Trapphiaenle (outardes).

### Les bains de Soultz

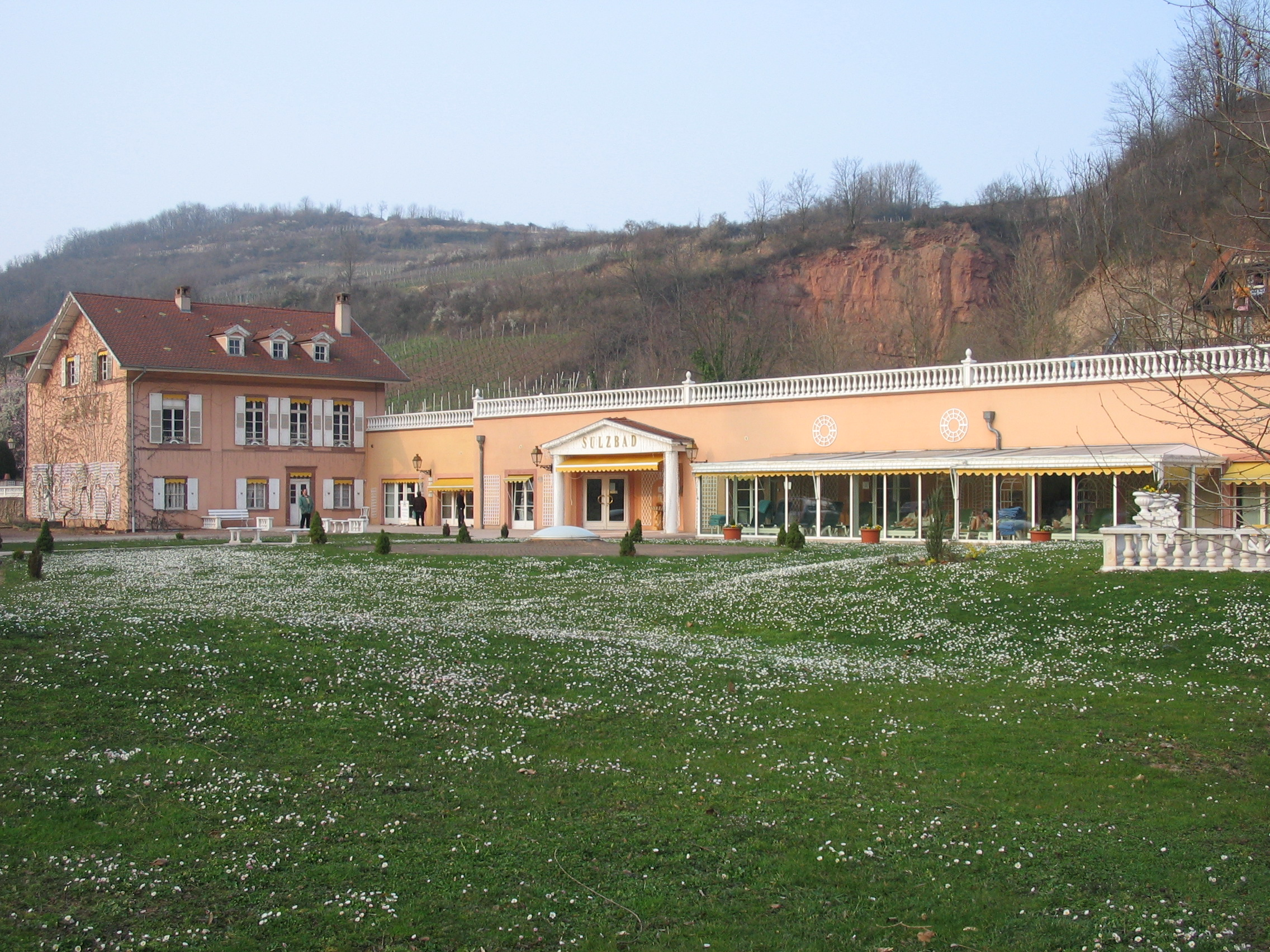
Le Sulzbad. On peut voir au fond la carrière de grès rose de Wolxheim.

Probablement plus anciens, les bains de Soultz n'ont été évoqués qu'à partir de 1484. Bien que situés sur le ban communal de Wolxheim, ils ont donné son nom à Soultz.
Une source dédiée à saint Amand, premier évêque de Strasbourg au IVe siècle ainsi que deux chapelles évoquent un lien entre le caractère religieux et les bains. Cultes païens et guérisons miraculeuses ont été évoquées par un médecin strasbourgeois, Melchior Sebitzius, en 1647. Les paysans se baignaient 24 heures durant dans la source dans l'espoir d'être épargnés par la maladie durant l'année à venir. En 1726, J. Schurer dans Disertio inaugularis de balneo Sulzensis signala des ex-voto, témoignages de guérisons miraculeuses de problèmes arthritiques.
À partir du XVIe siècle, scientifiques et médecins s'intéressèrent aux vertus curatives des eaux recommandées pour le traitement des calculs rénaux, des maladies cutanées, des affections rhumatismales et syphilitiques, des névralgies. Les eaux sont classées parmi les eaux salines (NaCl), iodurées et bromurées.
Les bains étant accompagnés de distractions diverses (casino, danse, etc.), ils ont attiré l'opprobre du clergé qui n'y voyait qu'un « lieu de perdition » et un « repaire de débauche ». Un incendie, le 11 novembre 1913 détruisit une grande partie des installations et mit un terme provisoire au thermalisme à Soultz.
Durant le XXe siècle, quelques tentatives pour relancer l'exploitation de la source (vente d'eau en bouteille sous la marque Saint-Amand, publicités vantant sa teneur en radium) se soldèrent par des échecs. Un second puits fut creusé sur le ban de Soultz mais sans que le dynamisme économique ne soit au rendez-vous.
Depuis 1999, le Sulzbad, un établissement de cure et de remise en forme tente de faire perdurer la vocation thermale de la commune.

### Les carrières de Soultz

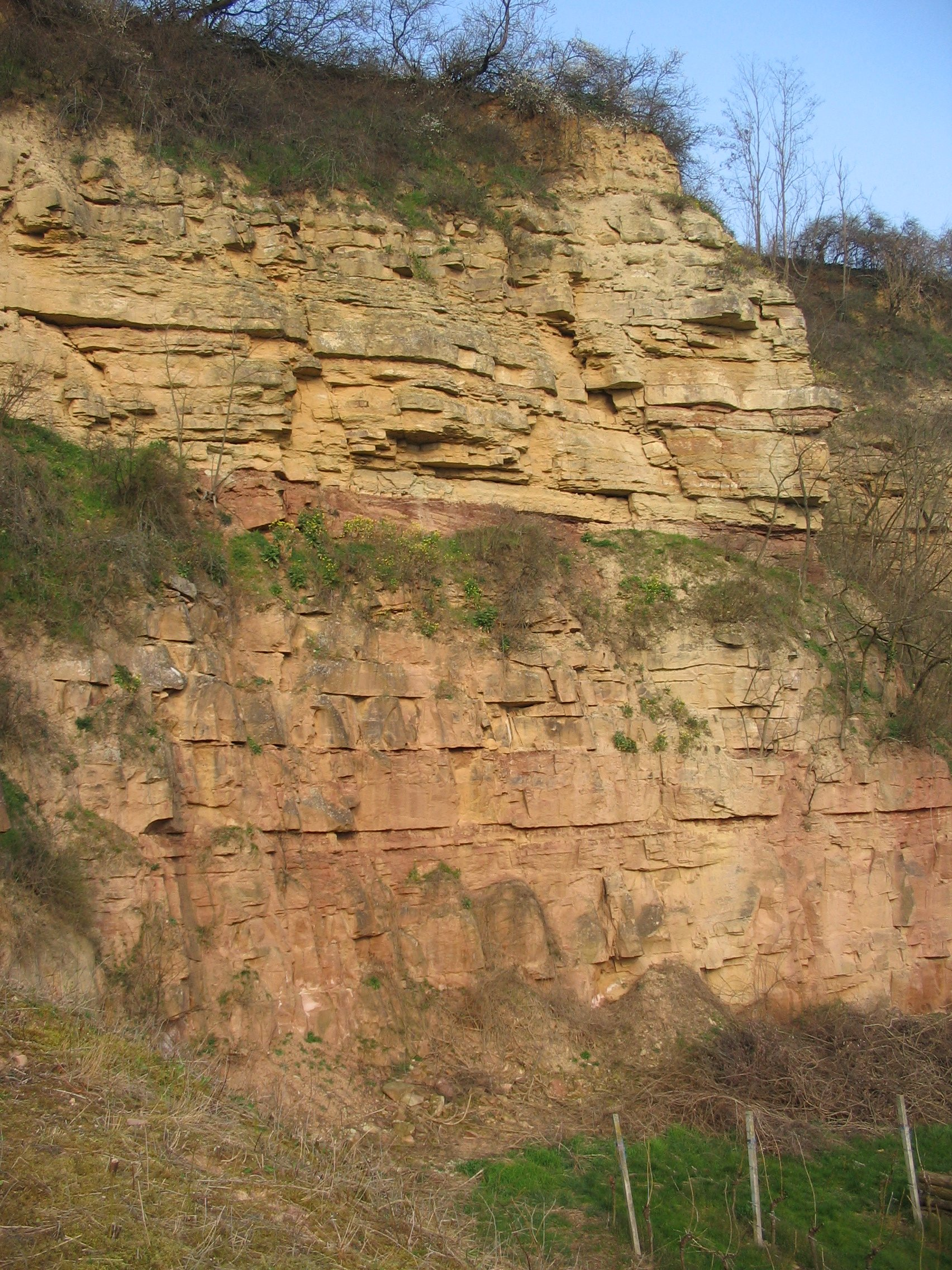
La carrière royale.

Creusées dans le flanc sud-ouest du Silberberg sur la rive gauche de la Mossig, la carrière royale (Königsgrube) montre encore aujourd'hui un front de taille d'une vingtaine de mètres de haut. Composée de grès à Voltzia et de grès datant du Muschelkalk, la carrière vit son exploitation cesser au cours du XIXe siècle. Elle a fait l'objet d'études géologiques approfondies et de récoltes de nombreuses plantes fossiles par Philippe-Louis Voltz, Guillaume Philippe Schimper et Mougeot.

## Politique et administration

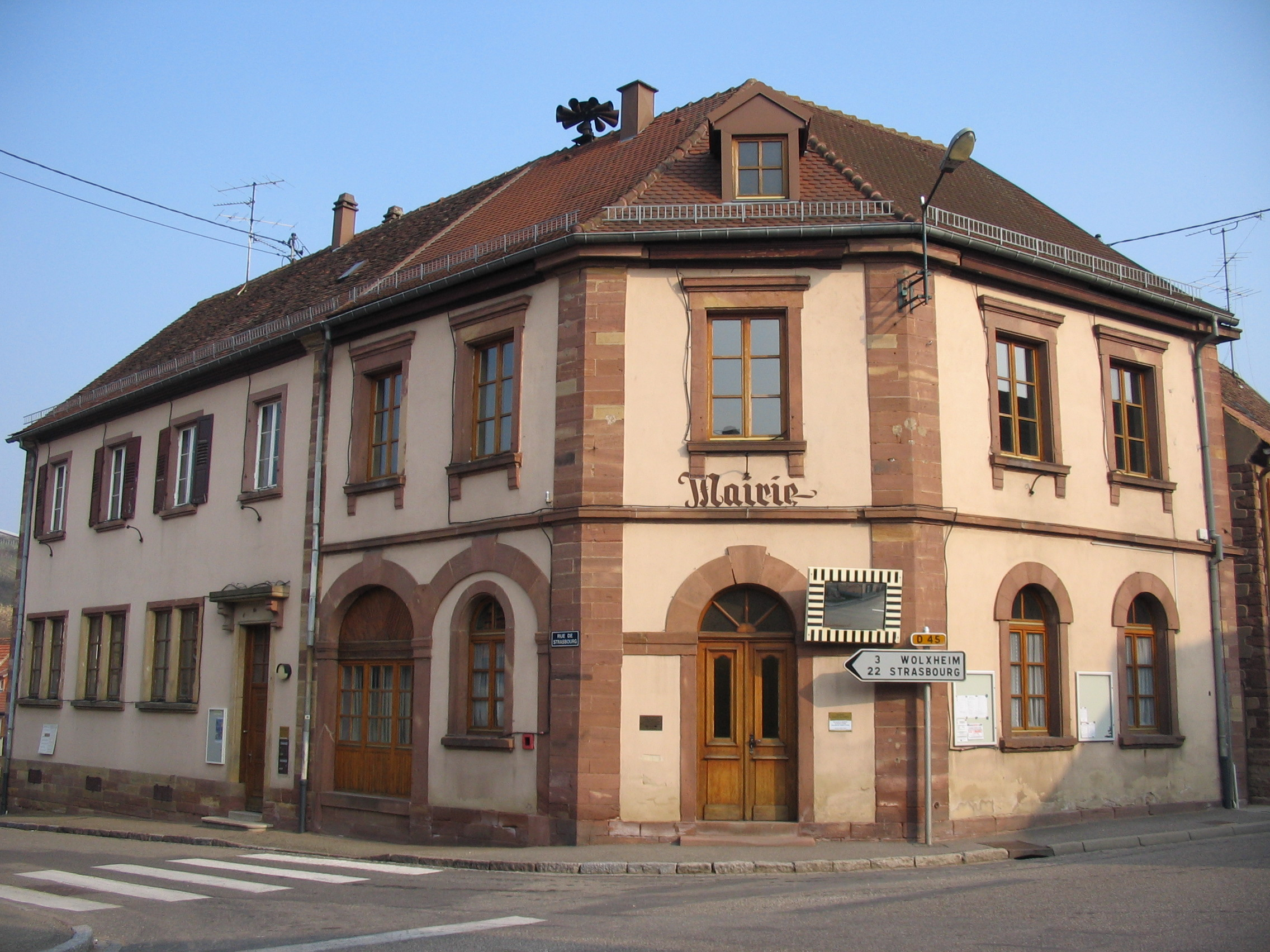
Vue de la mairie de Soultz-les-Bains.

| Période                                  | Période                   | Identité                                    | Étiquette | Qualité       |
| ---------------------------------------- | ------------------------- | ------------------------------------------- | --------- | ------------- |
| Les données manquantes sont à compléter. |                           |                                             |           |               |
| 1947                                     | 1958                      | Charles Marck                               |           |               |
| 1958                                     | 1965                      | Georges Kauffer                             |           |               |
| 1965                                     | 1977                      | Paul Dentz                                  |           |               |
| 1977                                     | 1980                      | André Bur                                   |           |               |
| 1980                                     | 1995                      | Lucien Salomon                              |           |               |
| 1995                                     | En cours (au 31 mai 2020) | Guy Schmitt, Réélu pour le mandat 2020-2026 | DVD       | Fonctionnaire |

## Population et société

### Démographie
L'évolution du nombre d'habitants est connue à travers les recensements de la population effectués dans la commune depuis 1793. Pour les communes de moins de 10 000 habitants, une enquête de recensement portant sur toute la population est réalisée tous les cinq ans, les populations de référence des années intermédiaires étant quant à elles estimées par interpolation ou extrapolation. Pour la commune, le premier recensement exhaustif entrant dans le cadre du nouveau dispositif a été réalisé en 2004.

En 2022, la commune comptait 946 habitants, en évolution de +0,64 % par rapport à 2016 (Bas-Rhin : +3,17 %, France hors Mayotte : +2,11 %).
| 1793 | 1800 | 1806 | 1821 | 1831 | 1836 | 1841 | 1846 | 1851 |
| ---- | ---- | ---- | ---- | ---- | ---- | ---- | ---- | ---- |
| 741  | 750  | 735  | 898  | 996  | 979  | 958  | 918  | 949  |

| 1856 | 1861 | 1866 | 1871 | 1875 | 1880 | 1885 | 1890 | 1895 |
| ---- | ---- | ---- | ---- | ---- | ---- | ---- | ---- | ---- |
| 891  | 826  | 860  | 814  | 810  | 823  | 772  | 740  | 745  |

| 1900 | 1905 | 1910 | 1921 | 1926 | 1931 | 1936 | 1946 | 1954 |
| ---- | ---- | ---- | ---- | ---- | ---- | ---- | ---- | ---- |
| 715  | 644  | 679  | 627  | 596  | 600  | 571  | 573  | 589  |

| 1962 | 1968 | 1975 | 1982 | 1990 | 1999 | 2004 | 2006 | 2009 |
| ---- | ---- | ---- | ---- | ---- | ---- | ---- | ---- | ---- |
| 601  | 618  | 628  | 696  | 654  | 693  | 791  | 784  | 913  |

| 2014 | 2019 | 2022 | - | - | - | - | - | - |
| ---- | ---- | ---- | - | - | - | - | - | - |
| 953  | 961  | 946  | - | - | - | - | - | - |

## Économie
Le vignoble de Soultz-les-Bains, implanté à flanc de coteau sur des terrains argilo-calcaires, fait partie du « Vignoble de la Couronne d'or » et produit tous les cépages d'Alsace. Le riesling et le gewurztraminer y prédominent.
Du fait de sa situation sur la route des vins d'Alsace, Soultz-les-Bains bénéficie d'une activité touristique basée non seulement sur sa production vinicole mais aussi sur son patrimoine historique reconnu.
Le site thermal « Sulzbad » propose non seulement des soins à vocation thérapeutiques mais également esthétiques à base de produits de la vigne ainsi que l'accès à sa piscine et à son vaporium.
On trouve à proximité de Soultz-les-Bains un producteur de foie gras artisanal, Lucien Doriath, quatre fois médaillé au concours général agricole (2010 et 2011).
Soultz-les-Bains dispose également de quelques commerces de proximité et de restaurants.

## Lieux et monuments
(septembre 2009).
Si vous disposez d'ouvrages ou d'articles de référence ou si vous connaissez des sites web de qualité traitant du thème abordé ici, merci de compléter l'article en donnant les références utiles à sa vérifiabilité et en les liant à la section « Notes et références ».

### Église Saint-Maurice
Cette église paroissiale fait partie des premières églises de style néo-gothique alsaciennes. Son clocher est le reste de l'ancienne église du XVe siècle. Son chœur polygonal situé en retrait et sa nef unique se terminant par la façade à portail sculpté composent cette construction. Ce fut en 1888 que la nef se retrouva couverte d'une voûte en berceau lambrissée. L'église possède un orgue de tribune,,,. Elle a été inscrite sur l'inventaire supplémentaire des monuments historiques,,.

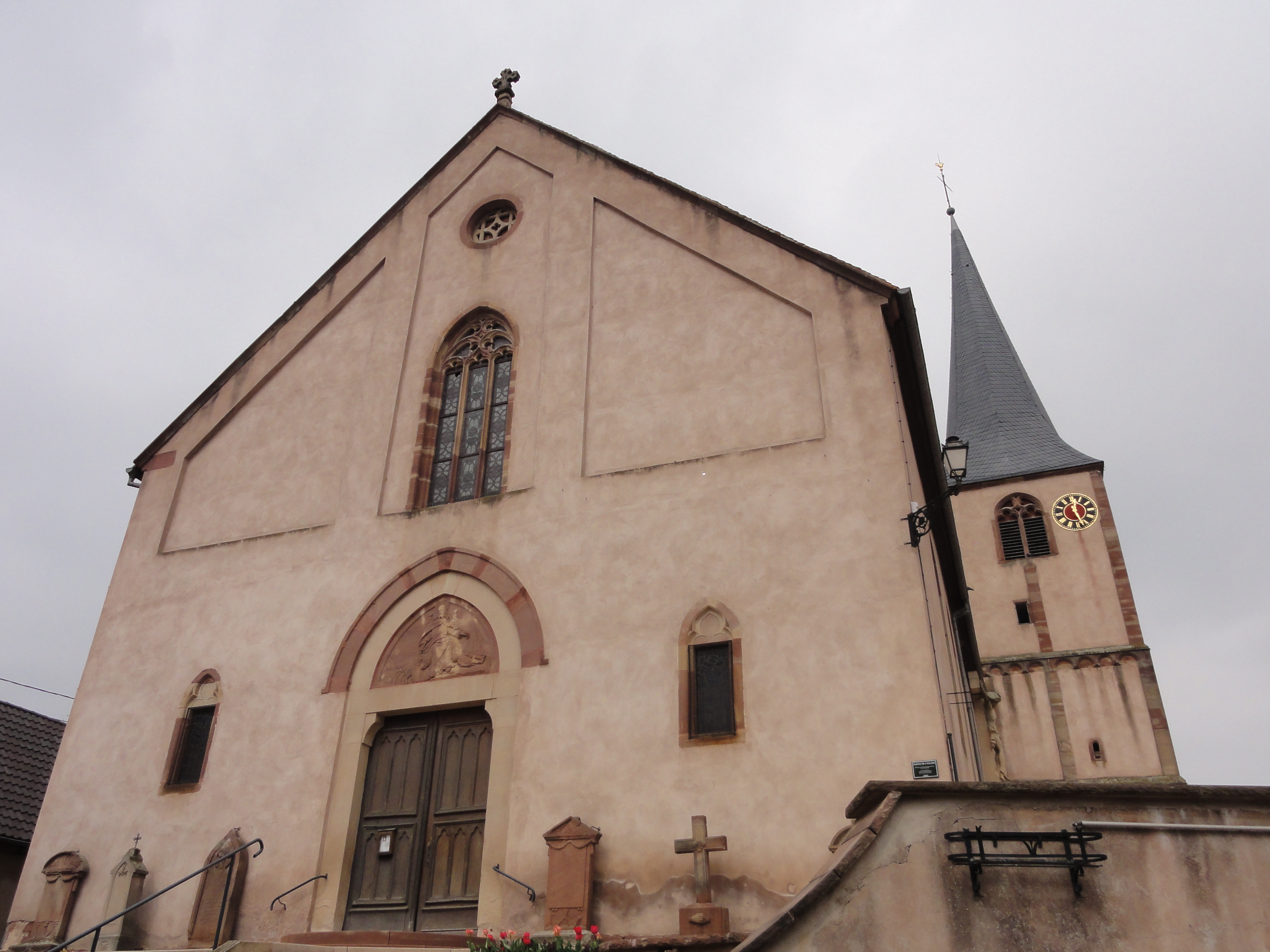
Église Saint-Maurice.
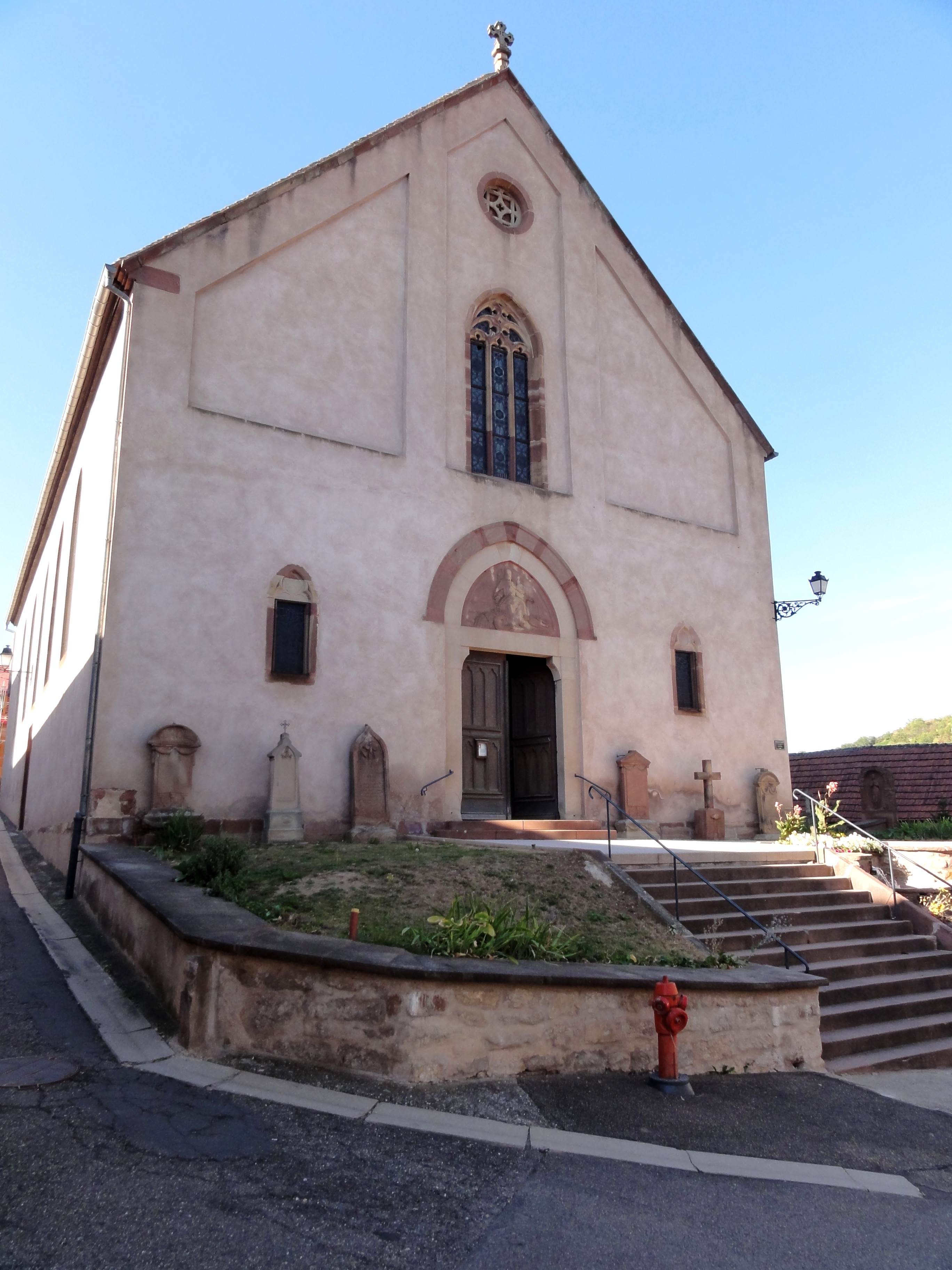
Façade avec portail principal.
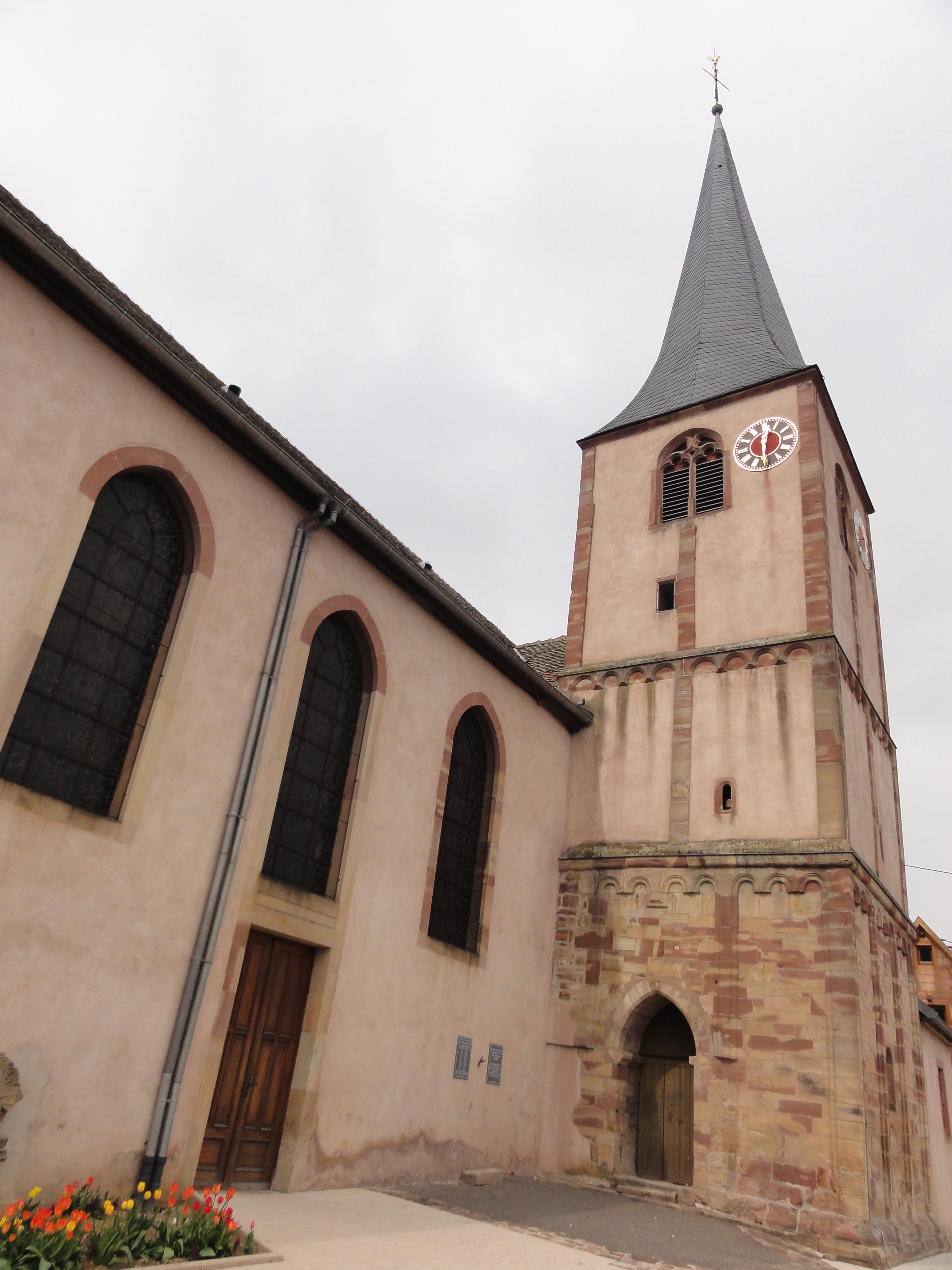
Clocher roman.
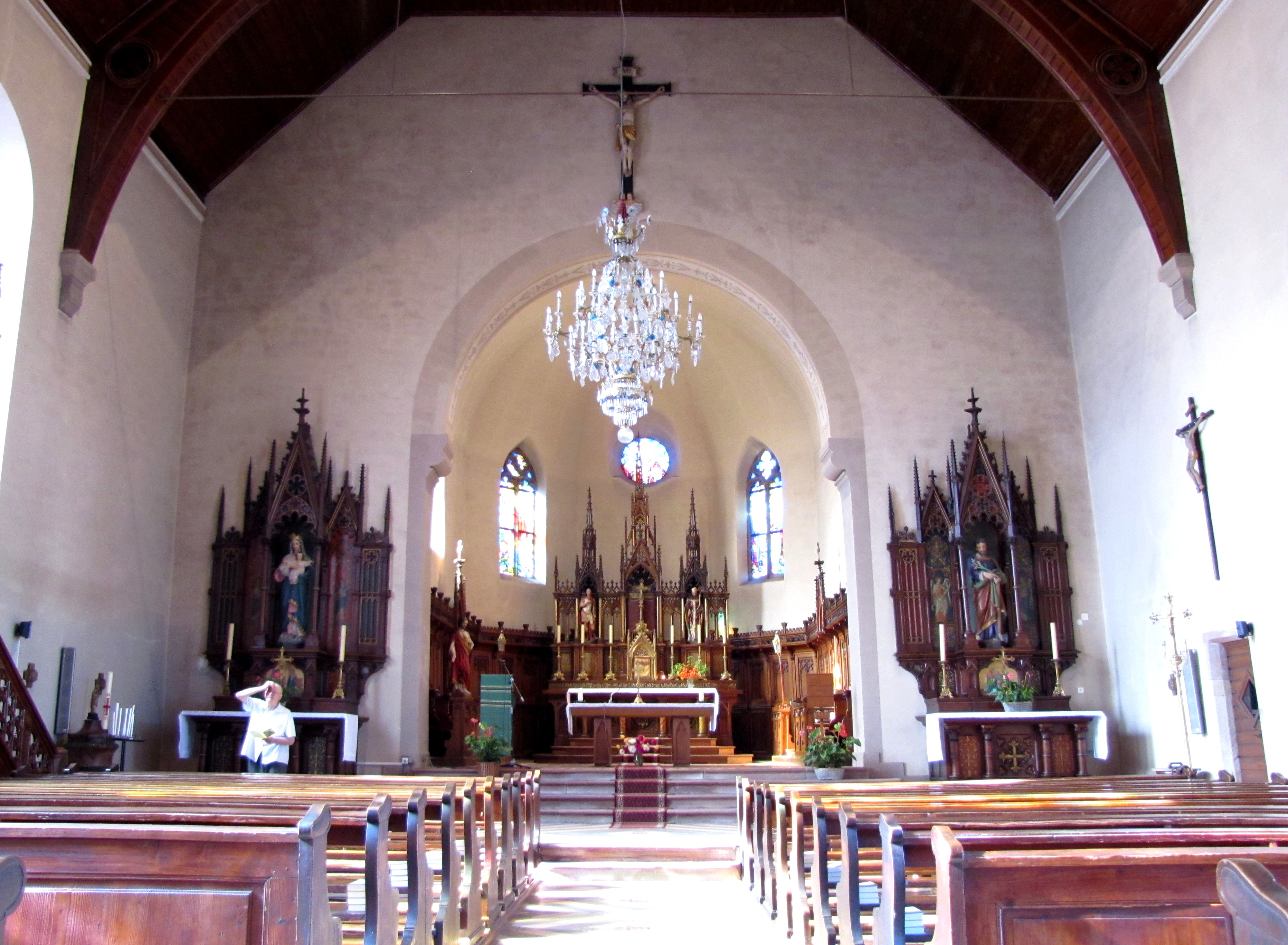
Vue intérieure de la nef vers le chœur et les autels.
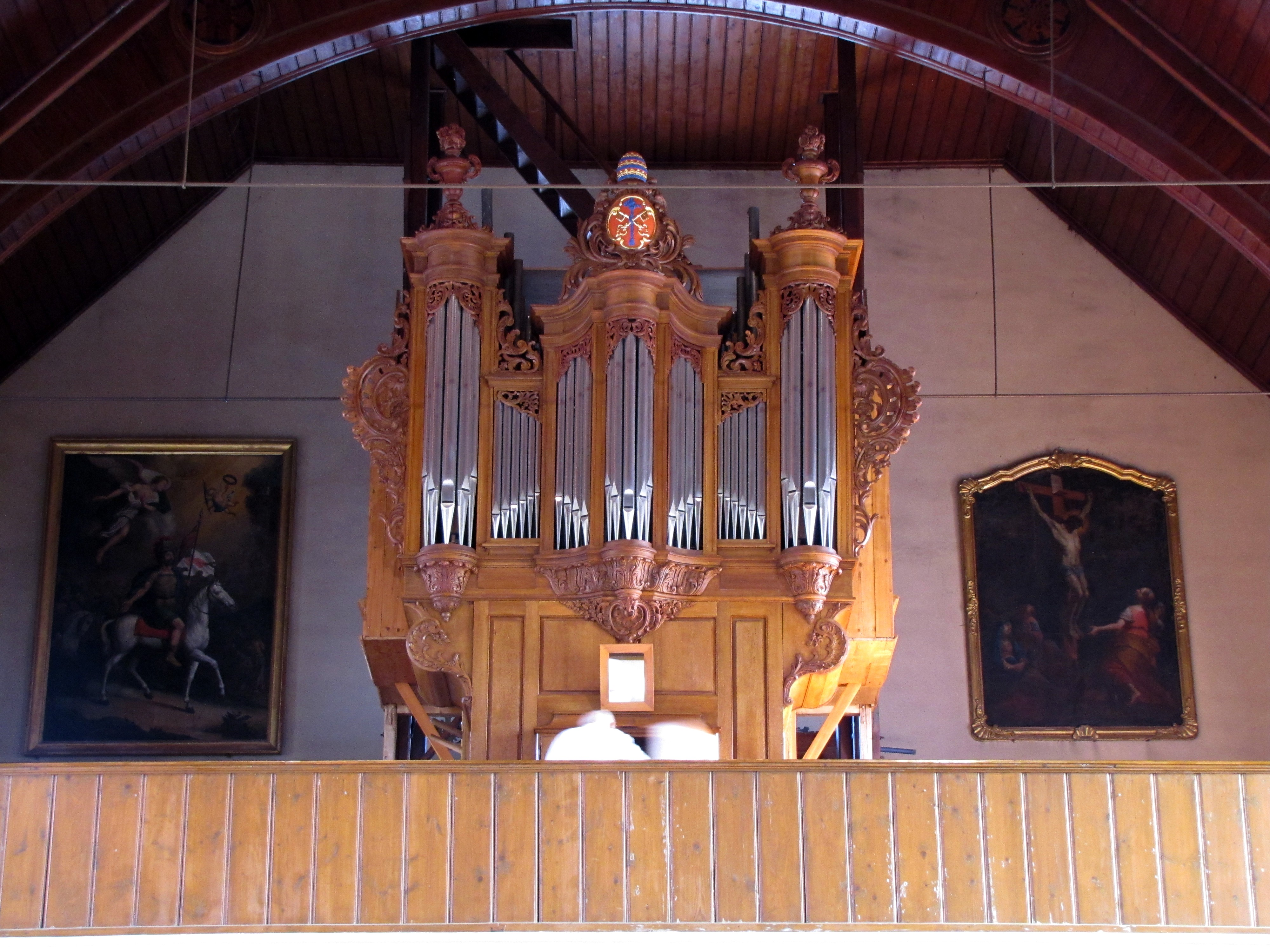
Orgue de tribune Johann Andreas Silbermann (1762).
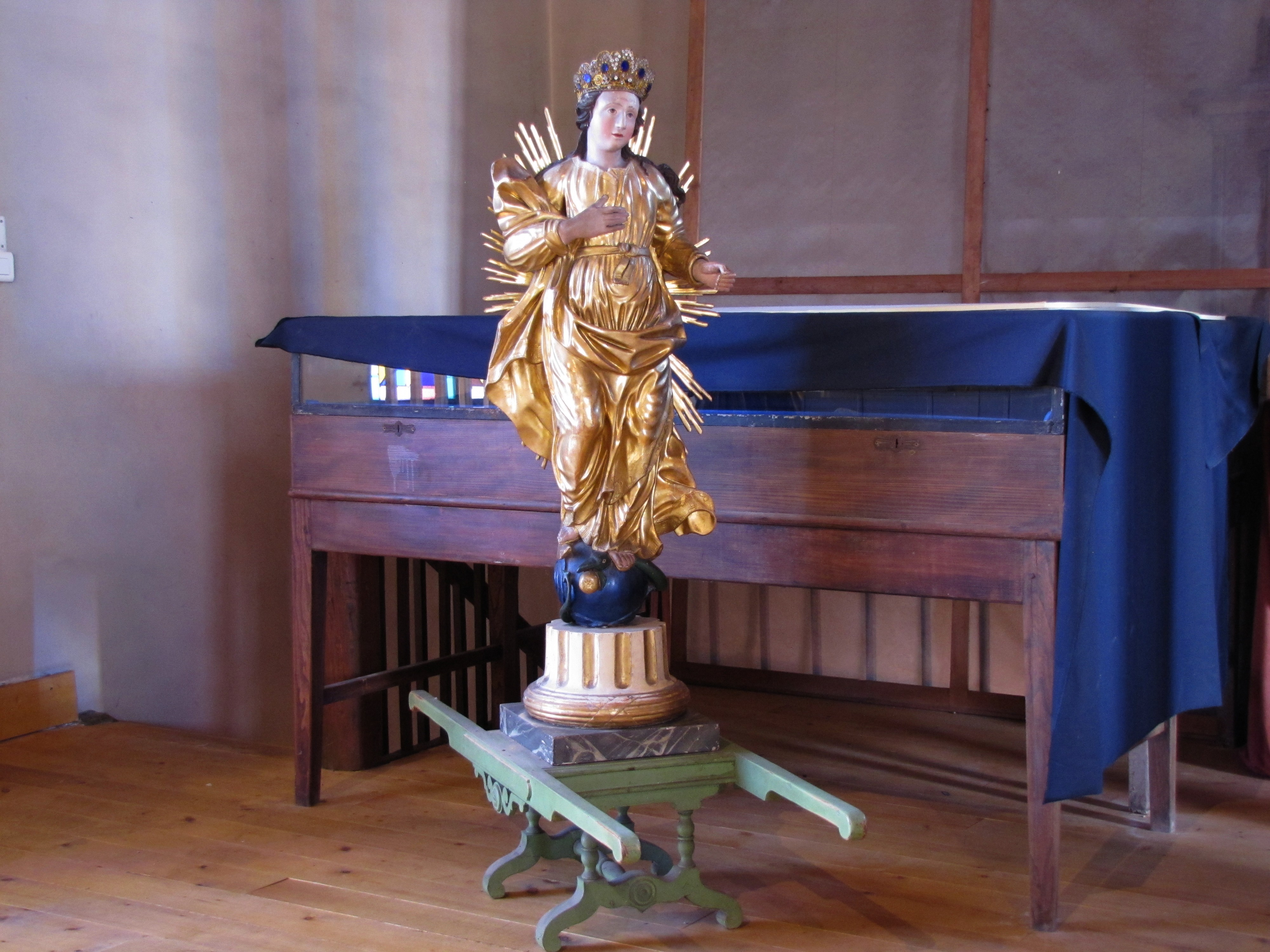
Statue de procession « Immaculée conception » (XVIIIe).
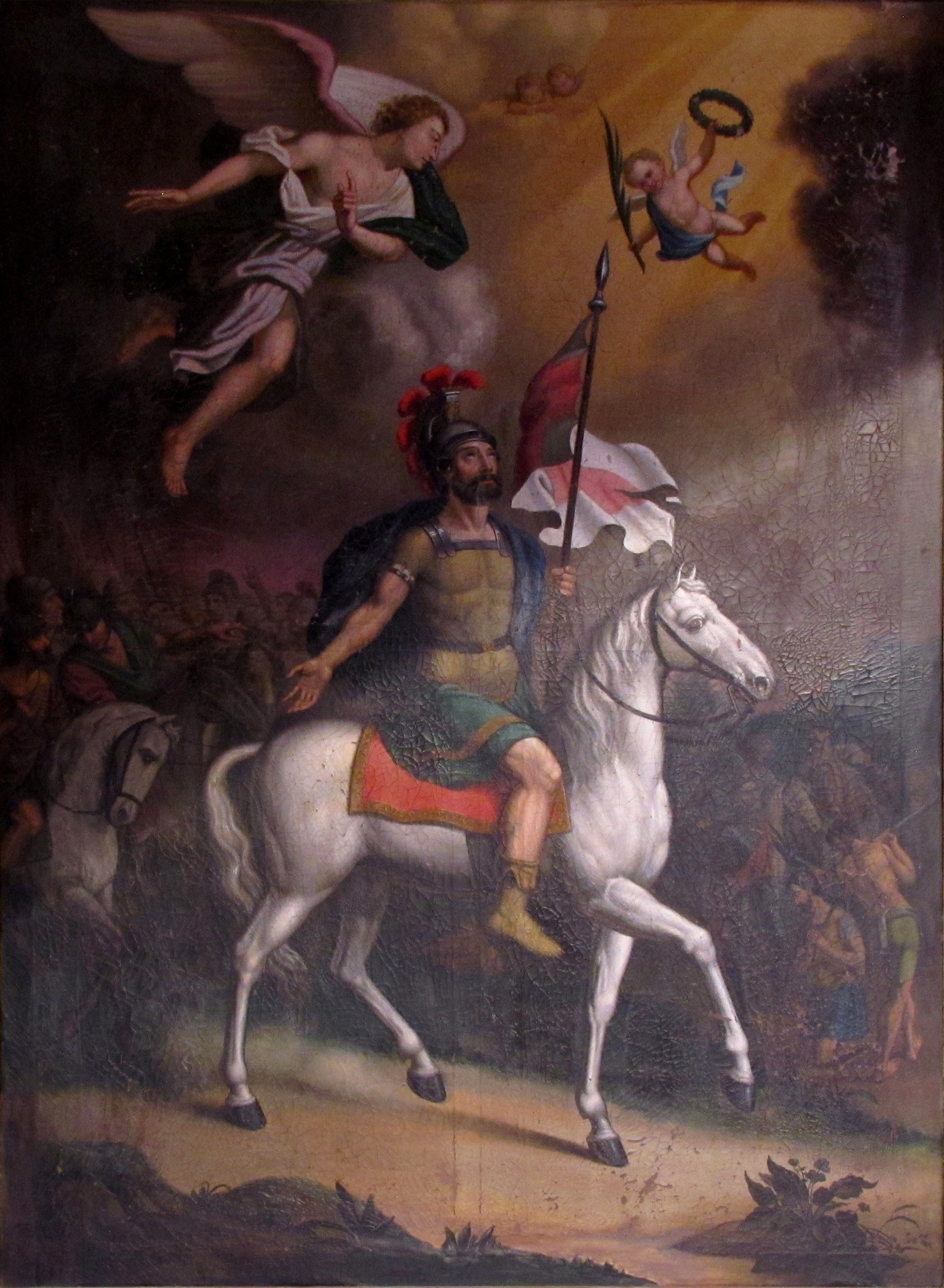
Tableau « Saint Maurice » (1847).

### Carrières royales (grès) à Wolxheim
C'est dès le XVe siècle que la carrière fut exploitée ; elle fut ouverte sur ordre de Vauban en 1682 pour en extraire les matériaux de construction de la citadelle de Strasbourg. Lors d'études géologiques qu'elle subit au XIXe siècle, des fossiles animaux et végétaux y furent découverts.

### Ferme du Biblenhof
C'est au nord-est du village que se situe la bâtisse. Son église était l'église mère de Molsheim-Biblenheim et fut détruite au XIXe siècle. La ferme constitue un ensemble de quadrilatère fermé par un mur de clôture qui comporte deux portes : une piétonne et l'autre cochère. Les bâtiments principaux datent du XVIIIe siècle et sont composés de logis, étables, écurie, hangar, grange, pressoir et cellier.

### Moulin  "Kollenmuhle" (XVIeauXIXesiècle)
Cette ancienne propriété de l'Œuvre Notre-Dame établie sur la Mossig moulinait les grains grâce à sa roue à eau. L'un des étages du bâtiment principal possède un pan en bois crépi. Sur l'une des pierres est lisible la date de 1812. Elle correspond à la date de l'agrandissement du moulin. Par la suite, on ajouta au moulin une exploitation agricole ; le tout resta en activité jusqu'en 1977.

### Ancien four à chaux
Au XVIIe siècle, c'est au pied de la carrière que les fours à chaux furent construits. À la fin de la Première Guerre mondiale, une grande cimenterie fut installée sur les pentes du Soultzberg mais l'entreprise fit rapidement faillite. Depuis, les bâtiments de l'exploitation ont disparu mais on peut toujours voir le four à chaux sur le flanc de la colline ; il était alimenté par la carrière ouverte se trouvant plus haut dans les roches du calcaire coquillier.

### Colline du Jesselberg
Située sur les bans communaux de Soultz-les-Bains, d'Avolsheim et de Molsheim, la colline calcaire du Jesselberg est un site naturel remarquable en partie géré par le Conservatoire des sites Alsaciens. Outre une pelouse calcaire à orchidées, le site abrite une zone forestière, des vergers et des haies et des haies qui servent de refuge à des espèces protégées dans le Bas-Rhin (blaireau, chouette hulotte, chauves-souris arboricoles, huppe fasciée, coronelle lisse...).

### Galerie photos

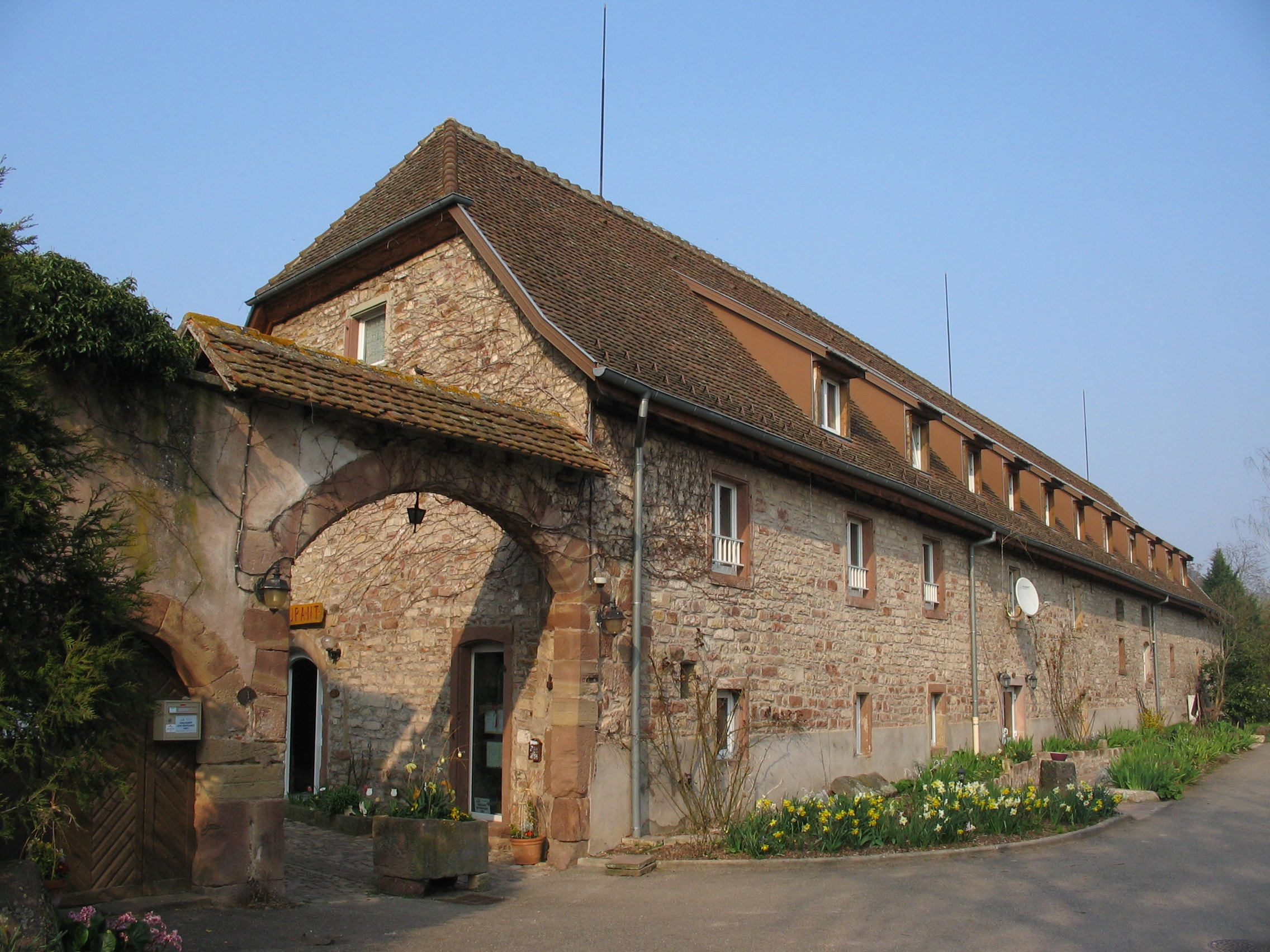
La ferme du Biblenhof.
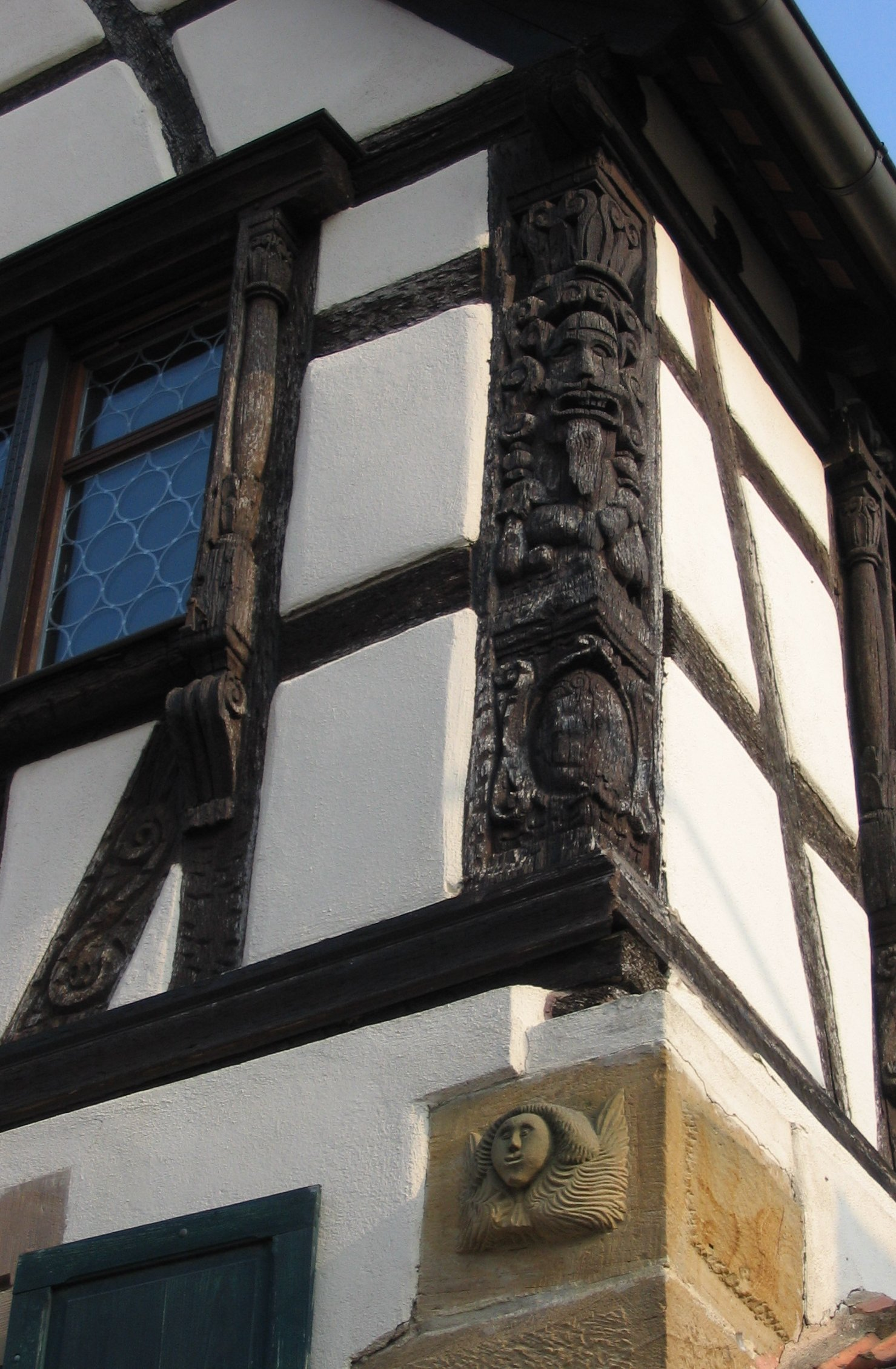
Maison alsacienne (XVIIIe siècle) à poutre sculptée.
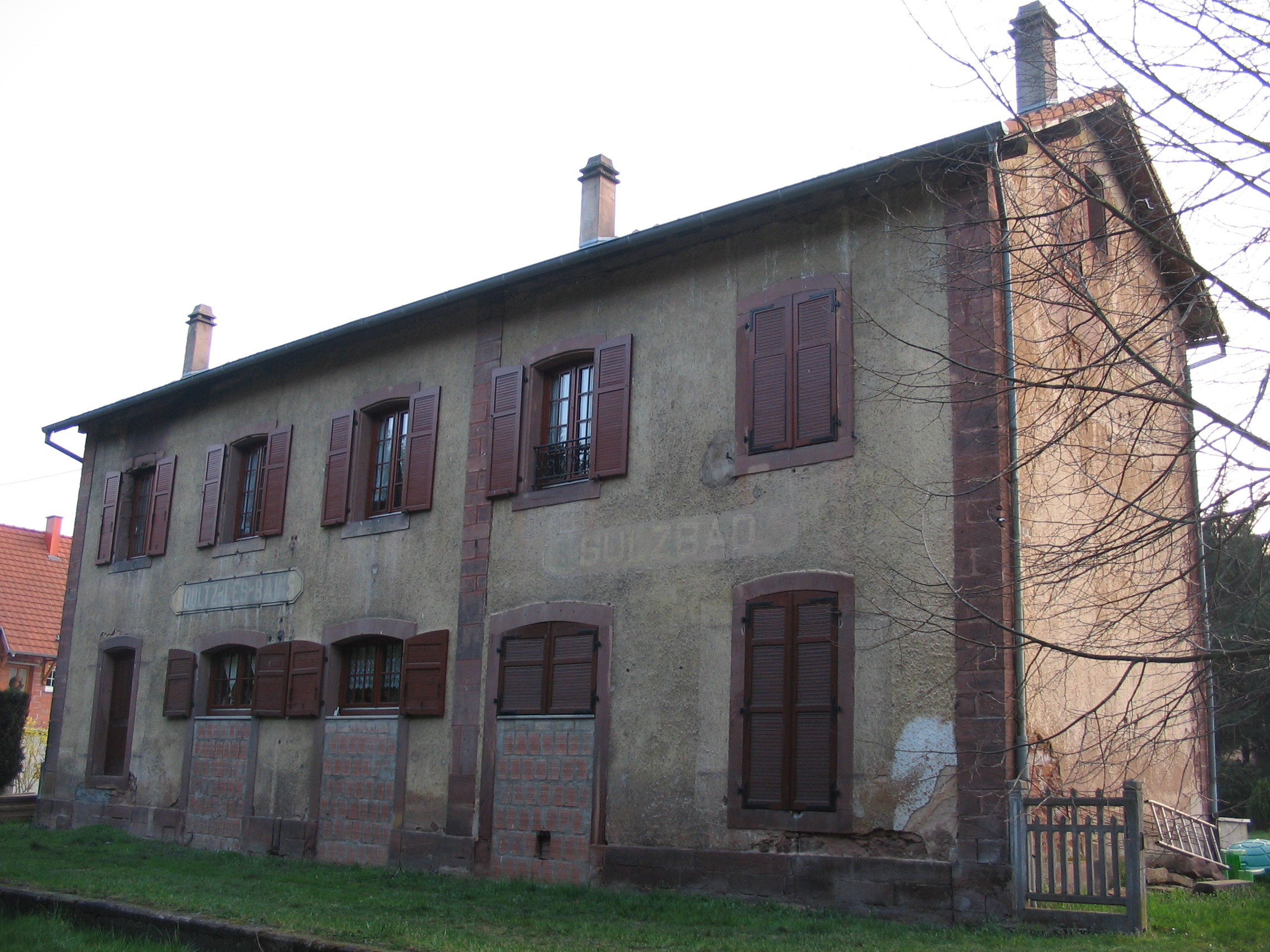
Ancienne gare de Soultz-les-Bains / Sulzbad.
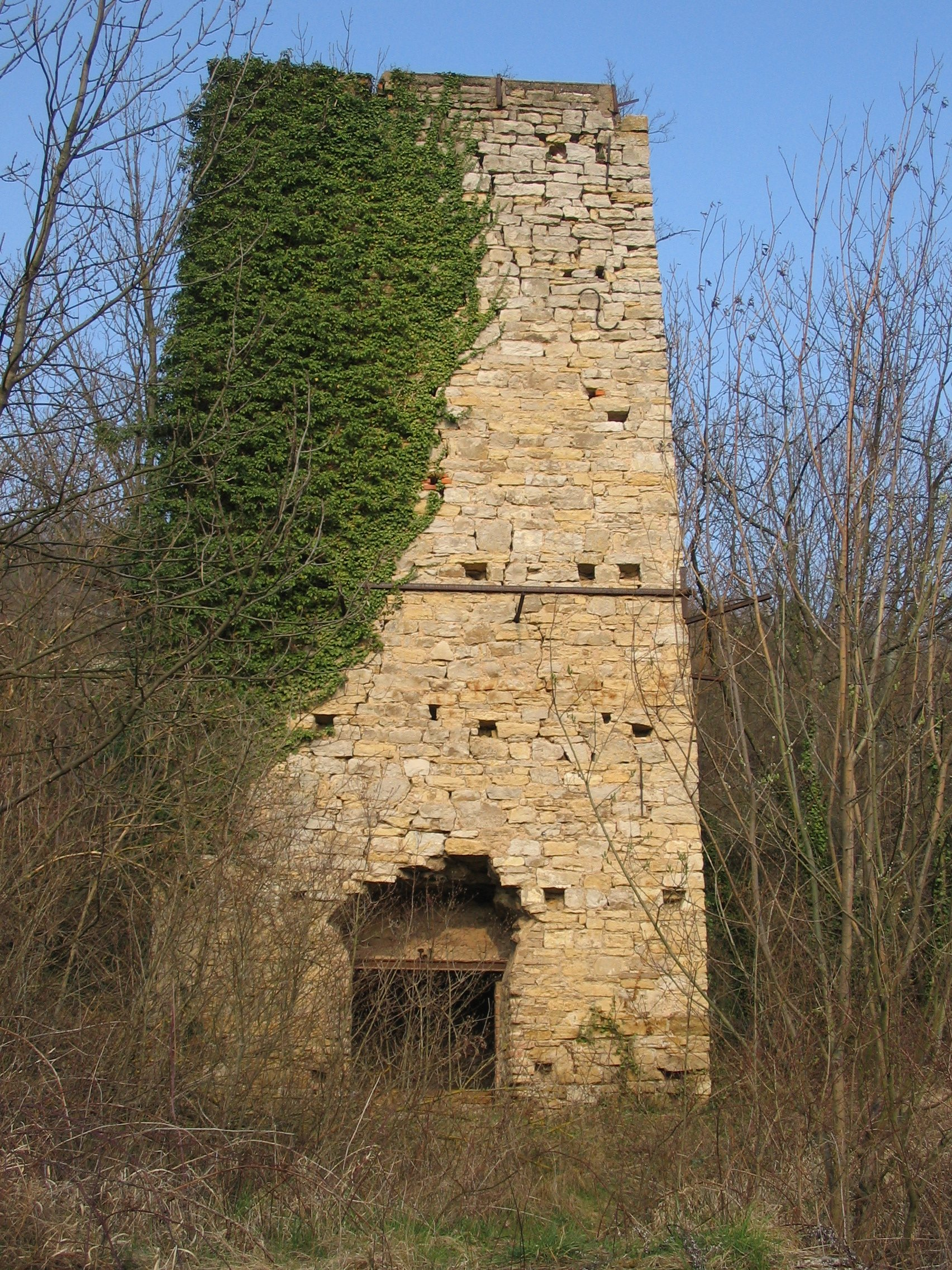
Ancien four à chaux.
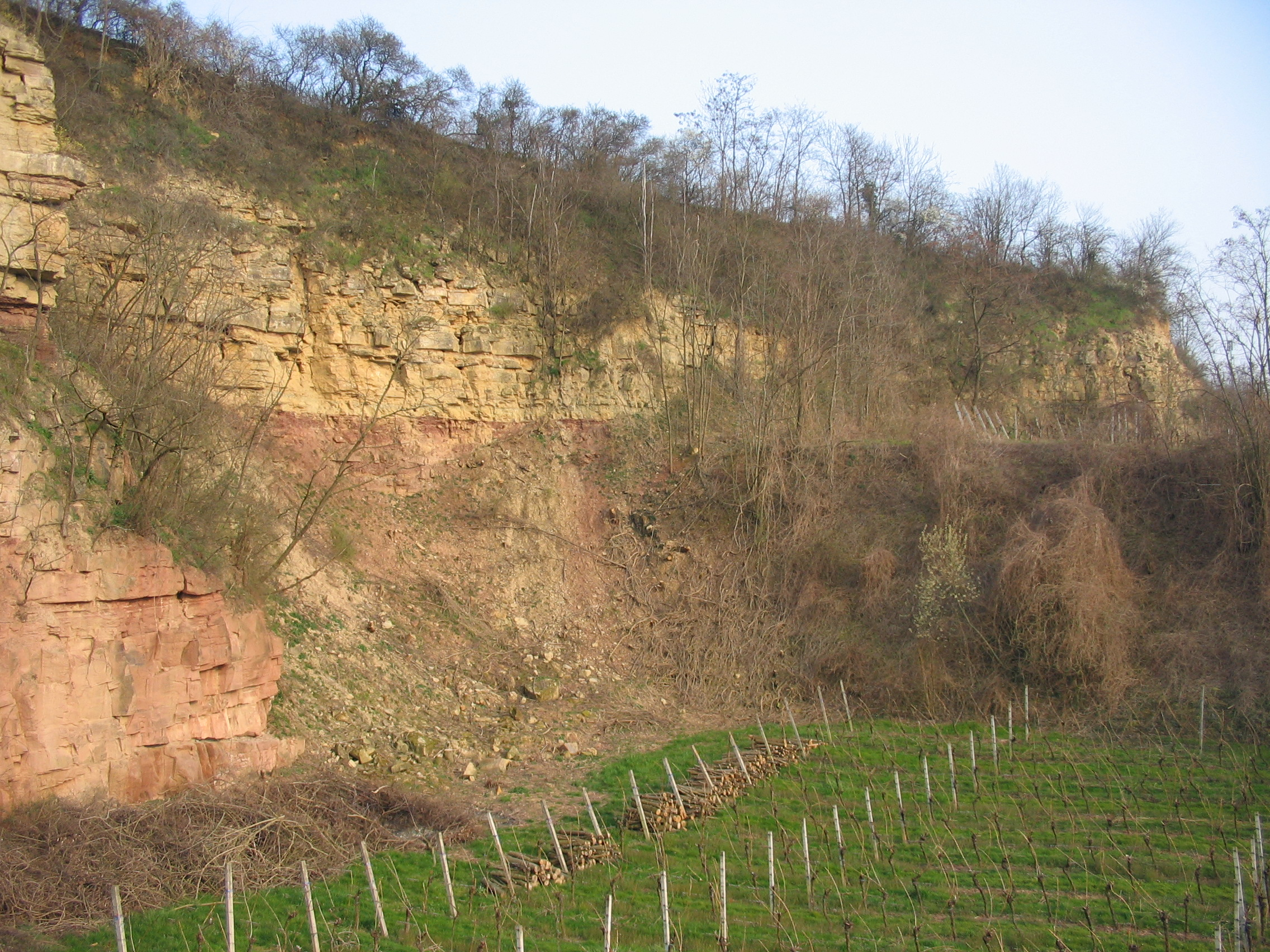
Carrières royales de Soultz.
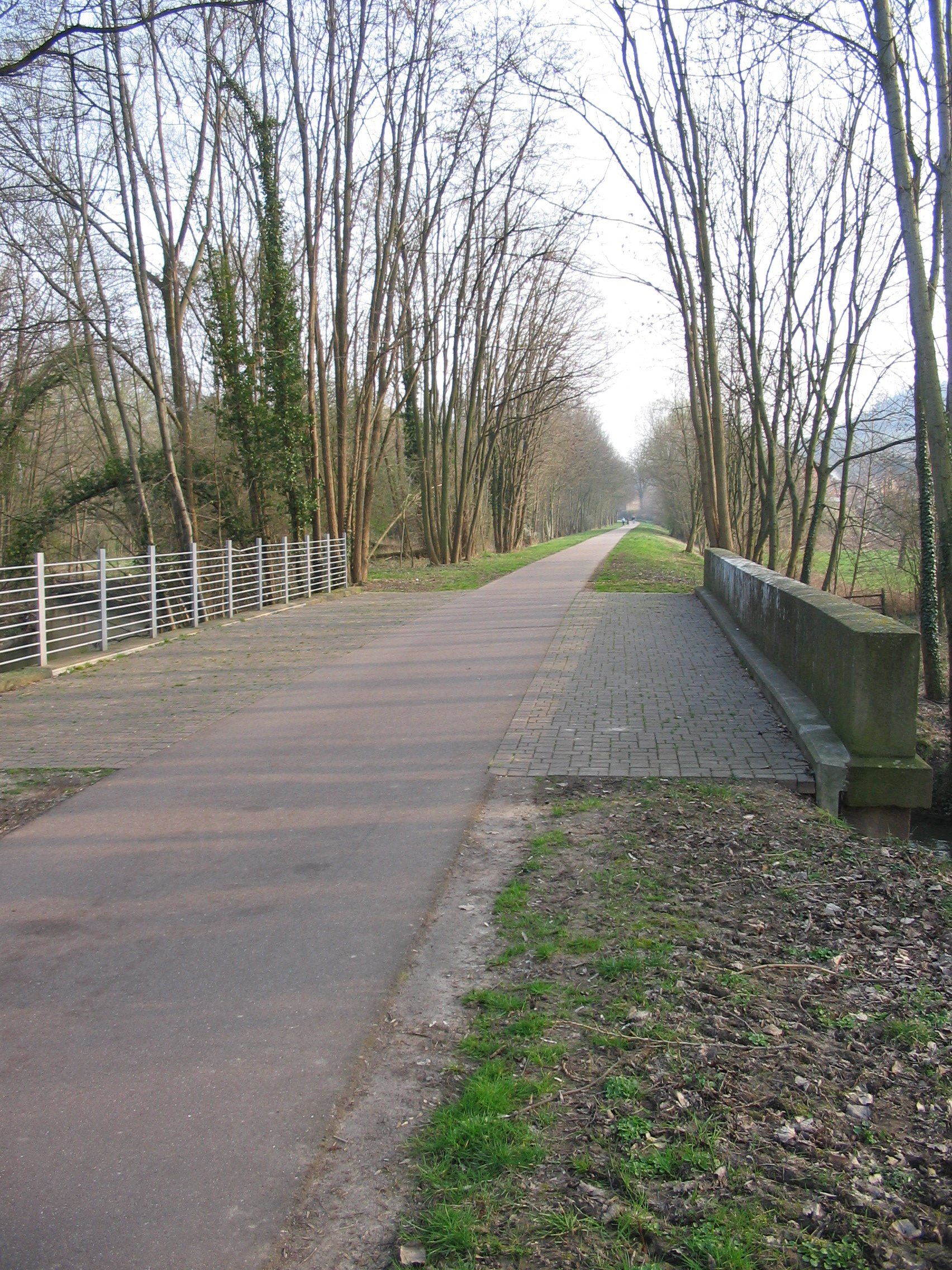
Ancienne voie ferrée Molsheim-Saverne.

### Héraldique
| Blason de Soultz-les-Bains | Blason  | D'or à la croix d'azur, cantonnée de quatre aigles de sable. |
| Blason de Soultz-les-Bains | Détails |                                                              |